# 沃洛布伊夫卡
49°19′49″N 36°51′46″E / 49.33028°N 36.86278°E
沃洛布伊夫卡（烏克蘭語：Волобуївка）是位於烏克蘭東部的村莊，由哈爾科夫州伊久姆區的巴拉克利亚市镇負責管轄。該村始建於1685年，面積1.26平方公里，海拔高度85米，2001年人口304，人口密度每平方公里241.7人。